# مذبحة الطاحونة
مذبحة الطاحونة (بالإنجليزية: The Windmill Massacre)‏ هو فيلم رعب هولندي من إخراج نيك جونغريوس سنة 2016، وبطولة كل من باتريك بلادي وبن بات وآخرين.

## القصة
جينيفر فتاة أسترالية هاربة من ذكرياتها في العاصمة الهولندية أمستردام، وتقرر البقاء بعيدًا عن أيدي السلطات عن طريق الانضمام لمجموعة من السياح يقومون بزيارة مجموعة من أشهر طواحين الهواء في هولندا، لكن الباص الذي يحملهم يفقد مساره، ويقررون الاحتماء بسقيفة مهجورة بجوار إحدى الطواحين التي تقول الأساطير أنه كان يعمل بها طحان عابد للشيطان يطحن عظام السكان بالجوار بدلًا من القمح.

## روابط خارجية
- مذبحة الطاحونة على موقع IMDb (الإنجليزية)
- مذبحة الطاحونة على موقع ميتاكريتيك (الإنجليزية)
- مذبحة الطاحونة على موقع روتن توميتوز (الإنجليزية)
- مذبحة الطاحونة على موقع نتفليكس (الإنجليزية)
- مذبحة الطاحونة على موقع قاعدة بيانات الأفلام العربية
- مذبحة الطاحونة على موقع ألو سيني (الفرنسية)
- مذبحة الطاحونة على موقع أول موفي (الإنجليزية)
- مذبحة الطاحونة على موقع فيلمافينيتي (الإسبانية)
- مذبحة الطاحونة على موقع قاعدة بيانات الفيلم (الإنجليزية)
- مذبحة الطاحونة على موقع ليتربوكسد (الإنجليزية)